# Till Hausmann
Till Hausmann (* 1953 in Schwelm) ist ein deutscher Bildhauer.

## Werdegang
Till Hausmann wuchs im westfälischen Schwelm auf. Von 1974 bis 1982 studierte er an der Staatlichen Kunstakademie Düsseldorf, zunächst im Orientierungsbereich bei Fritz Schwegler, anschließend in der Klasse von Alfonso Hüppi, der ihn zum Meisterschüler (1979) ernannte. Im Fach Kunstgeschichte waren Walter J. Hofmann und Werner Spies seine Lehrer. Von der Kunstakademie wurde ihm 1978 ein Reisestipendium und 1980 ein New York-Sipendium mit Atelier im P.S.1 zugesprochen.1982 schloss er sein Studium in den Fächern Kunst und Kunstwissenschaft mit Erstem Staatsexamen ab. Nach einem Referendariat folgte 1985 das Zweite Staatsexamen.
Nach dem Studienabschluss engagierte sich Till Hausmann vor allem in freien Projekten im In- und Ausland. Seine Arbeiten erhielten mehrfach öffentliche Förderungen. Teils längere Arbeitsaufenthalte führten ihn u. a. nach Israel, Ägypten und Brasilien. Mit der Platzierung der „Fußgängerskulptur“ (2000) wurde seine Arbeit im öffentlichen Raum auch in Düsseldorf wahrgenommen.
Neben seiner Tätigkeit als freischaffender Künstler nahm Till Hausmann auch wiederholt Aufgaben in der Jugend und Erwachsenenbildung wahr. So arbeitete er zwischen 2002 und 2021 als Lehrer in Teilzeit an einer Gesamtschule in Mönchengladbach.
Till Hausmann ist mit der Malerin und Glasbildnerin Anja Quaschinski verheiratet. Gemeinsam mit seiner Frau entwickelt er seit 2006 auch die künstlerische Ausgestaltung von Sakralräumen.

## Engagement
Nach der Akademiezeit war Till Hausmann in der freien Düsseldorfer Szene aktiv. Er engagierte sich für die Erschließung neuer Atelierräume in seinerzeit leerstehenden Fabrikräumen. Auf seine Initiative hin gründete sich 1985 eine Arbeitsgemeinschaft von zwölf Künstlerinnen und Künstlern, die mit spektakulären Projekten („Die Torte“, „Quirl“) auf den Ateliernotstand in der Stadt aufmerksam machte. Die Erhaltung des Salzmannbaus auf dem ehemaligen Jagenberg-Gelände im Stadtteil Bilk und die Einrichtung von mehr als 30 neuen Ateliers sowie des Kunstraums Düsseldorf geht auf diese Initiative zurück.

## Werk

### Werke im öffentlichen Raum (Auswahl)
| Ort              | Objekt                         | Abb. / Quelle | Jahr |
| ---------------- | ------------------------------ | ------------- | ---- |
| Düsseldorf       | Gedenkstele Fortuna Düsseldorf |               | 2022 |
| Kaarst           | Ampelnistkasten                | [ 4 ]         | 2017 |
| Trier            | Trio Trier                     | [ 5 ]         | 2015 |
| Düsseldorf       | Toni-Turek-Denkmal             | [ 6 ]         | 2014 |
| Düsseldorf       | Malkasten-Block                | [ 7 ]         | 2006 |
| Kürten-Kohlgrube | Wasserwerk                     | [ 8 ]         | 2004 |
| Düsseldorf       | Fußgängerskulptur              | [ 9 ]         | 2000 |
| Duisburg         | Eurobaum                       | [ 10 ]        | 1999 |
| Hinsbeck         | Turm und Quader                | [ 11 ]        | 1992 |

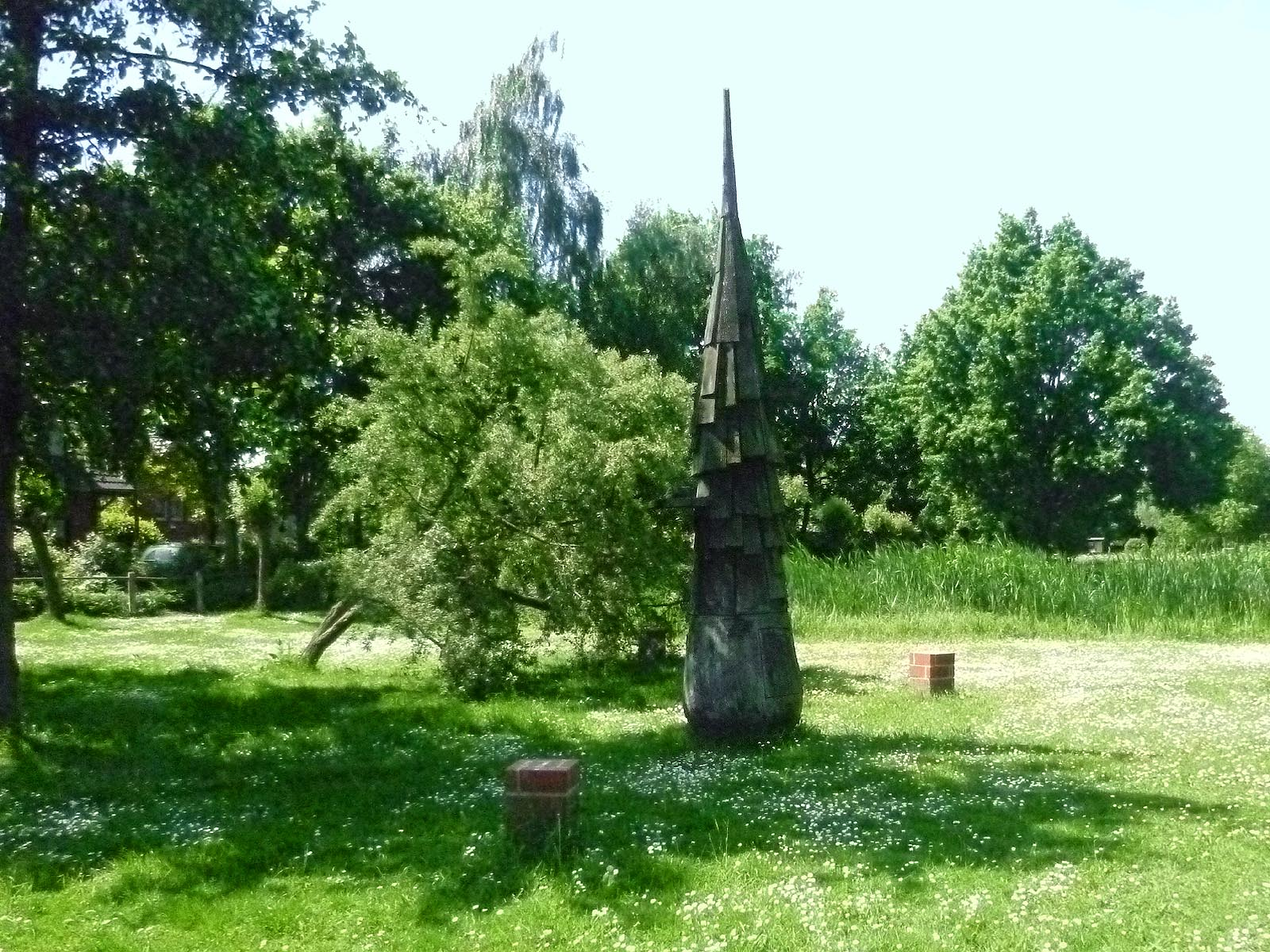
Turm und Quader, Hinsbeck 1992
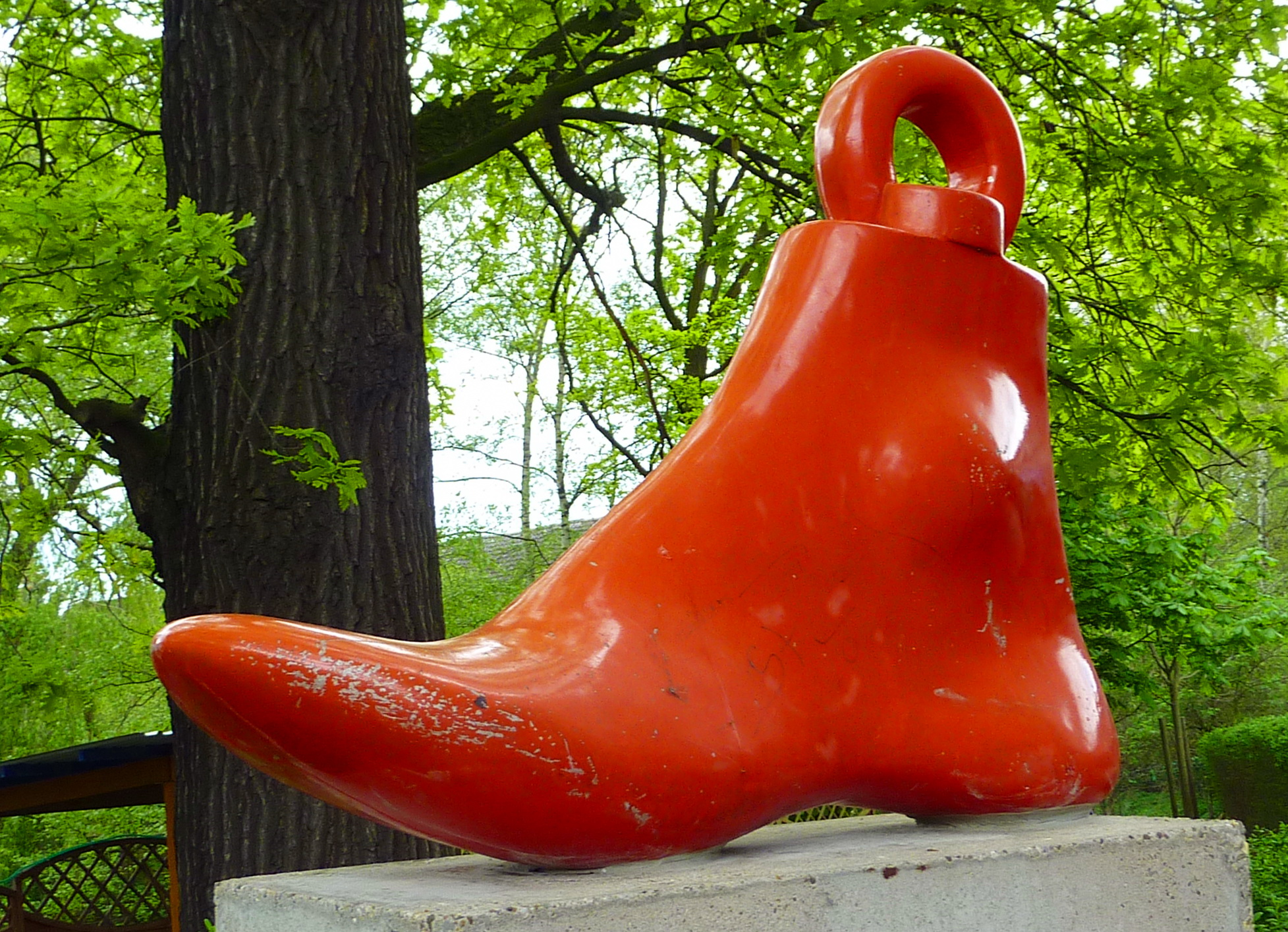
Fußgängerskulptur, Düsseldorf 2000
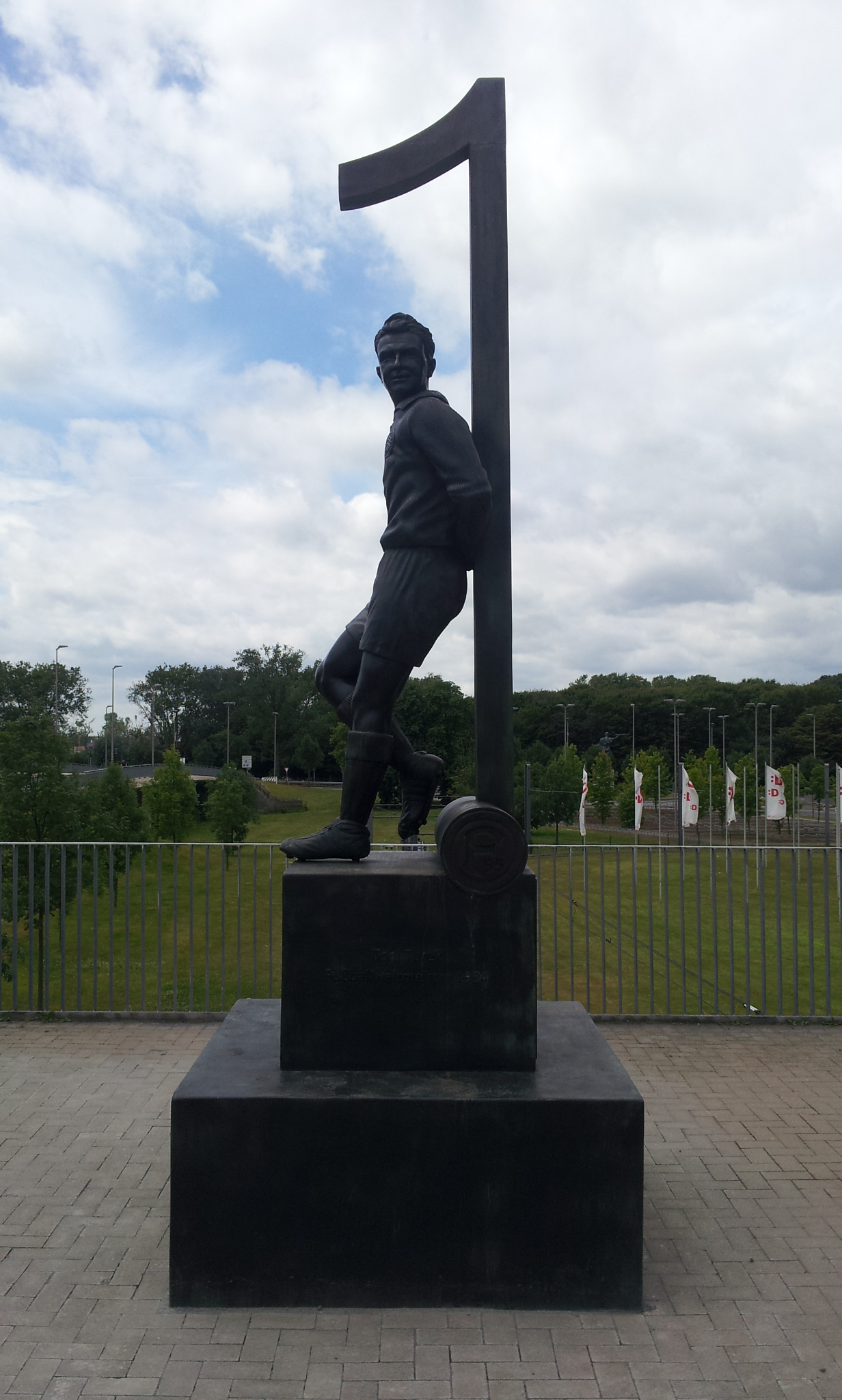
Denkmal Toni Turek, Düsseldorf 2014

### Ausgestaltung von Sakralräumen (Auswahl)
| Ort                        | Bauwerk                                      | Abb. / Quelle | Jahr |
| -------------------------- | -------------------------------------------- | ------------- | ---- |
| Herzogenaurach-Niederndorf | Kath. Pfarrkirche St. Josef                  | [ 12 ]        | 2013 |
| Düsseldorf-Rath            | St. Josef-Kapelle, Augustakrankenhaus        | [ 13 ]        | 2006 |
| Leverkusen-Rheindorf       | Evang. Hoffnungskirche                       | [ 14 ]        | 2008 |
| Saarbrücken                | Andachtsraum, Klinikum Saarbrücken           | [ 15 ]        | 2021 |
| Monheim                    | St. Ursula-Kapelle, Pfarrer-Franz-Boehm-Haus | [ 16 ]        | 2009 |
| Zerbst                     | Ev. Trinitatiskirche Eichholz                | [ 17 ]        | 2019 |
| Köln-Lindenthal            | Dietrich-Bonhoeffer-Kirche                   | [ 18 ]        | 2017 |
| Dortmund-Scharnhorst       | Kath. Pfarrkirche St. Immaculata             | [ 19 ]        | 2016 |

## Auszeichnungen (Auswahl)
- 2017: Preisträger Kunstpreis Ennepe-Ruhr, Ennepe-Ruhr-Kreis.[20]
- 2015: Neue Skulpturen für den Petrisberg, Trier, Kunstdünger e.V., Trier.[21][22]
- 2012: Zeitzeuge Holz, Kulturkreis Eppstein.[23]